# Johnny Burnette Sings
Johnny Burnette Sings è il quarto album discografico di Johnny Burnette, pubblicato dall'etichetta discografica Liberty Records nel 1961.

## Tracce
Lato A
1. Little Boy Sad – 2:12 (Wayne Walker) – Registrato il 28 novembre 1960 al United Recording Corp. di Hollywood, CA
2. Mona Lisa – 1:54 (Jay Livingston, Ray Evans) – Registrato nel marzo 1961 al United Recording Corp. di Hollywood, CA
3. I'm Still Dreamin' – 2:08 (Barry De Vorzon, Ted Ellis) – Registrato nel marzo 1961 al United Recording Corp. di Hollywood, CA
4. In the Chapel in the Moonlight – 1:56 (Billy Hill) – Registrato nel marzo 1961 al United Recording Corp. di Hollywood, CA
5. Red Sails in the Sunset – 2:41 (Hugh Williams, Jimmy Kennedy) – Registrato nel marzo 1961 al United Recording Corp. di Hollywood, CA
6. Big Big World – 2:20 (Fred Burch, Gerald Nelson, Red West) – Registrato nel febbraio 1961 al United Recording Corp. di Hollywood, CA

Durata totale: 13:11
Lato B
1. Ballad of the One Eyed Jacks – 3:20 (McKayla Morgan) – Registrato nel febbraio 1961 al United Recording Corp. di Hollywood, CA
2. The Treasure of Love – 2:01 (Joe Shapiro, Lou Stallman) – Registrato nel marzo 1961 al United Recording Corp. di Hollywood, CA
3. The Fool – 3:11 (Naomi Ford) – Registrato nel marzo 1961 al United Recording Corp. di Hollywood, CA
4. Blue Blue Morning – 2:10 (Gene Pitney) – Registrato il 30 novembre 1960 al United Recording Corp. di Hollywood, CA
5. Memories Are Made of This – 2:11 (Frank Miller, Richard Dehr, Terry Gilkyson) – Registrato nel marzo 1961 al United Recording Corp. di Hollywood, CA
6. Pledge of Love – 1:55 (Ramona Redd) – Registrato il 30 novembre 1960 al United Recording Corp. di Hollywood, CA

Durata totale: 14:48

## Musicisti
Little Boy Sad
- Johnny Burnette - voce
- Joseph Gibbons - chitarra
- Milton Pittman - chitarra
- George Callender - basso
- Jerry Allison - batteria
- Sconosciuti - strumenti ad arco
- Sconosciuti - cori

Mona Lisa / I'm Still Dreamin' / In the Chapel in the Moonlight / Red Sails in the Sunset / The Treasure of Love / The Fool / Memories Are Made of This
- Johnny Burnette - voce
- Altri musicisti sconosciuti

Big Big World / Ballad of the One Eyed Jacks
- Johnny Burnette - voce
- Altri musicisti sconosciuti

Blue Blue Morning / Pledge of Love
- Johnny Burnette - voce
- Joseph Gibbons - chitarra
- Milton Pitman - chitarra
- George Callender - basso
- Jerry Allison - batteria
- Sconosciuti - strumenti ad arco
- Sconosciuti - cori